# Stapel (Szlezwik-Holsztyn)
Stapel – gmina w Niemczech w kraju związkowym Szlezwik-Holsztyn, w powiecie Schleswig-Flensburg, wchodzi w skład związku gmin Amt Kropp-Stapelholm. Powstała 1 marca 2018 z połączenia gminy Norderstapel z gminą Süderstapel.